# Ruta Estatal de California 184
La Ruta Estatal de California 184, y abreviada SR 184 (en inglés: California State Route 184) es una carretera estatal estadounidense ubicada en el estado de California. La carretera inicia en el Sur desde la SR 223     cerca de Arvin en sentido Norte hasta finalizar en la SR 178     cerca de Bakersfield. La carretera tiene una longitud de 22,8 km (14.139 mi).

## Mantenimiento
Al igual que las autopistas interestatales, y las rutas federales y el resto de carreteras estatales, la Ruta Estatal de California 184 es administrada y mantenida por el Departamento de Transporte de California por sus siglas en inglés Caltrans.

## Cruces
La Ruta Estatal de California 184 es atravesada principalmente por los siguientes cruces:

 SR 58     cerca de Arvin